# Hedda Eulenberg
Hedda Eulenberg, née Hedda Maase le 6 mars 1876 à Meiderich, quartier de Duisbourg et morte le 13 septembre 1960 à Kaiserswerth, est une écrivaine et traductrice allemande.

## Biographie
Hedda Eulenberg, née le 6 mars 1876 à Meiderich, est la fille de Wilhelm Maase, directeur de musique à Duisbourg. 
En 1893, elle passe son baccalauréat à Düsseldorf et se marie, en 1897, avec l'écrivain Arthur Moeller van den Bruck, qu'elle connaît depuis ses études à Düsseldorf. En 1901, elle fait la connaissance du poète Herbert Eulenberg à Berlin. L'année suivante, Arthur Moeller van den Bruck s'enfuit en France pour échapper au service militaire, pour des raisons à la fois politiques et économiques. 
Elle fait paraître sa traduction en allemand du Germinal de Zola en 1903. Divorcée en 1904 de Moeller van den Bruck, elle épouse Herbert Eulenberg. Le couple se rend en 1905 à Kaiserswerth, près de Düsseldorf, où Herbert travaille comme dramaturge. Dans cette ville, elle commence par travailler sur une traduction des œuvres de Maupassant, puis poursuit son travail sur Zola, publié chez J.C.C. Bruns à Minden et chez Nymphenburger à Munich. 
De 1908 à 1936, son activité se concentre sur la traduction en allemand des œuvres de Zola, de Maupassant, de Charles Dickens et d'Edgar Allan Poe, parues chez Philip Reclam à Leipzig, J.C.C. Bruns à Minden et Nymphenburger à Munich. À la même époque, elle publie de nombreux articles dans la presse, notamment dans Momismus.
En 1936, les nazis poursuivent Hedda et Herbert Eulenberg, afin de briser leur carrière professionnelle. Toutefois, en 1938, ils trouvent une maison d'édition où ils peuvent publier leur travail. En 1945, après la fin de la guerre, Hedda reprend son activité de traductrice interrompue en 1936.
En 1952 paraît son autobiographie, Im Doppelglück von Kunst und Leben. En 1956, elle publie des traductions jusque-là inédites d'Henri Troyat, Yvette Guilbert et Thomas Burke, parues chez Droste. 
Elle meurt le 13 septembre 1960 à Kaiserswerth dans la Haus Freiheit (Maison de la Liberté).

## Œuvres
- Im Doppelglück von Kunst und Leben, Düsseldorf, Die Faehre, 1952.
- Abgesang, Düsseldorf, Die Faehre, 1952.